# Yorkville (Illinois)
Yorkville és una ciutat dels Estats Units a l'estat d'Illinois. Segons el cens del 2000 tenia 6.189 habitants.

## Demografia
Segons el cens del 2000, Yorkville tenia 6.189 habitants, 2.220 habitatges, i 1.665 famílies. La densitat de població era de 339,4 habitants/km².
Dels 2.220 habitatges en un 42,1% hi vivien nens de menys de 18 anys, en un 62,8% hi vivien parelles casades, en un 8,9% dones solteres, i en un 25% no eren unitats familiars. En el 20,5% dels habitatges hi vivien persones soles el 8,6% de les quals corresponia a persones de 65 anys o més que vivien soles. El nombre mitjà de persones vivint en cada habitatge era de 2,76 i el nombre mitjà de persones que vivien en cada família era de 3,22.
Per edats la població es repartia de la següent manera: un 30% tenia menys de 18 anys, un 7,9% entre 18 i 24, un 33,6% entre 25 i 44, un 18,7% de 45 a 60 i un 9,8% 65 anys o més.
L'edat mediana era de 33 anys. Per cada 100 dones de 18 o més anys hi havia 91,8 homes.
La renda mediana per habitatge era de 60.391 $ i la renda mediana per família de 67.521 $. Els homes tenien una renda mediana de 49.120 $ mentre que les dones 30.977 $. La renda per capita de la població era de 24.514 $. Aproximadament el 0,4% de les famílies i l'1,4% de la població estaven per davall del llindar de pobresa.

## Poblacions properes
El següent diagrama mostra les poblacions més properes.